# Drachenköpfe

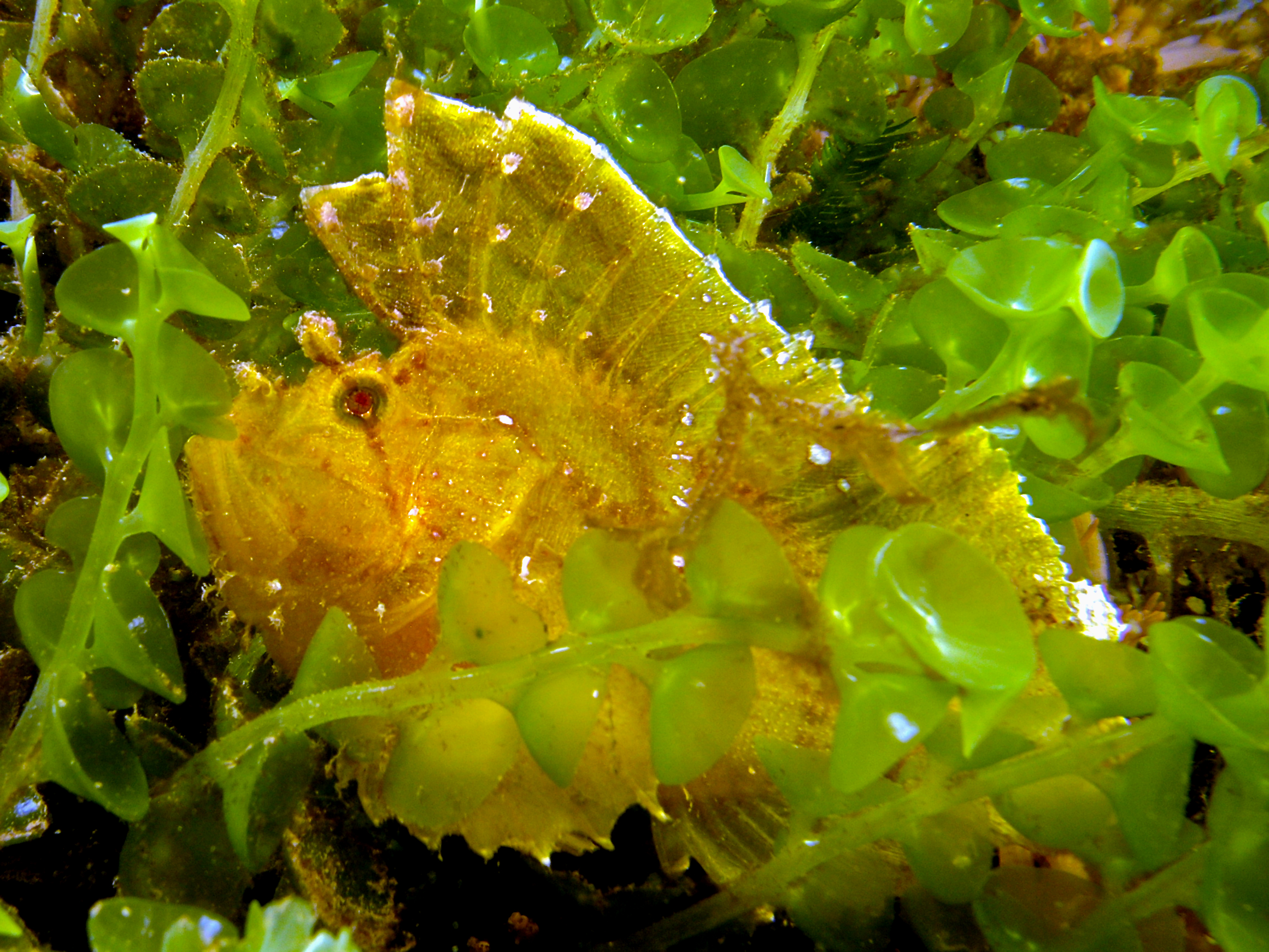
Schaukelfisch (Taenianotus triacanthus)

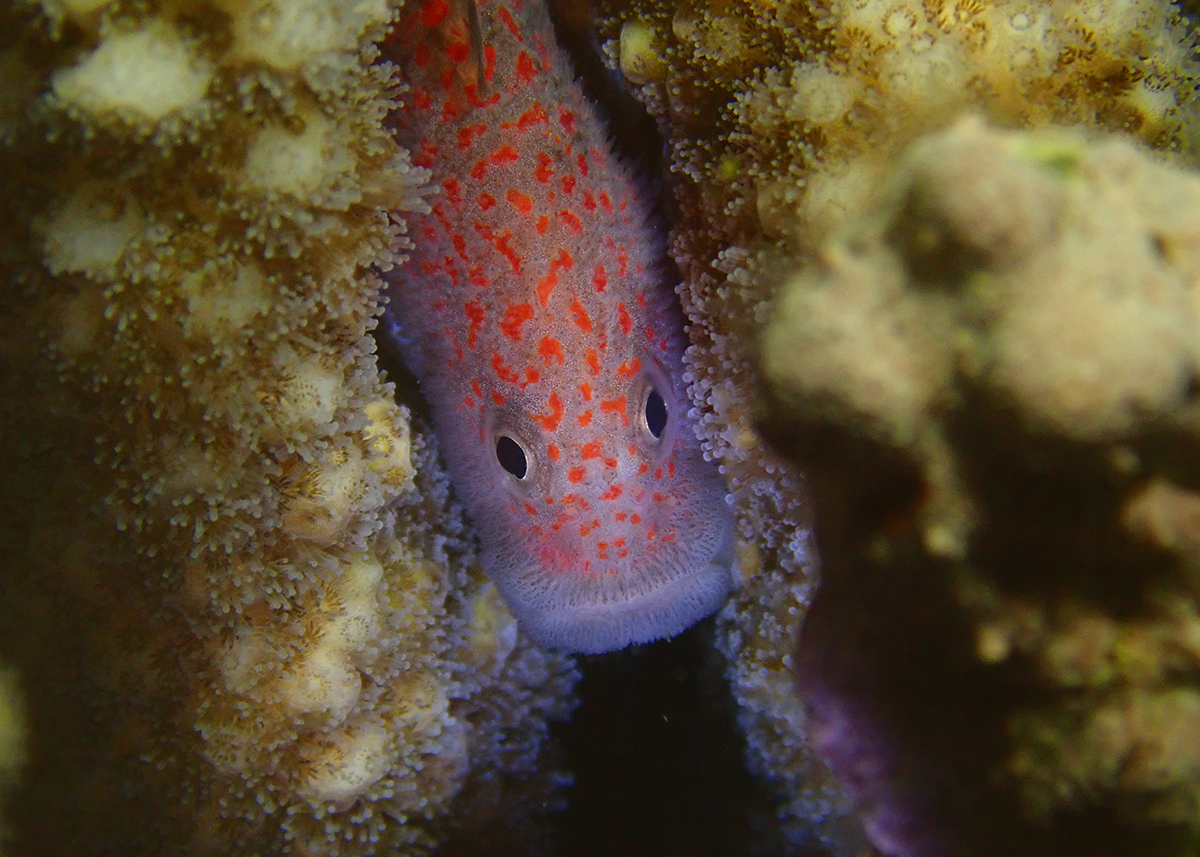
Die Pelzgroppe Caracanthus madagascariensis zwischen Steinkorallen

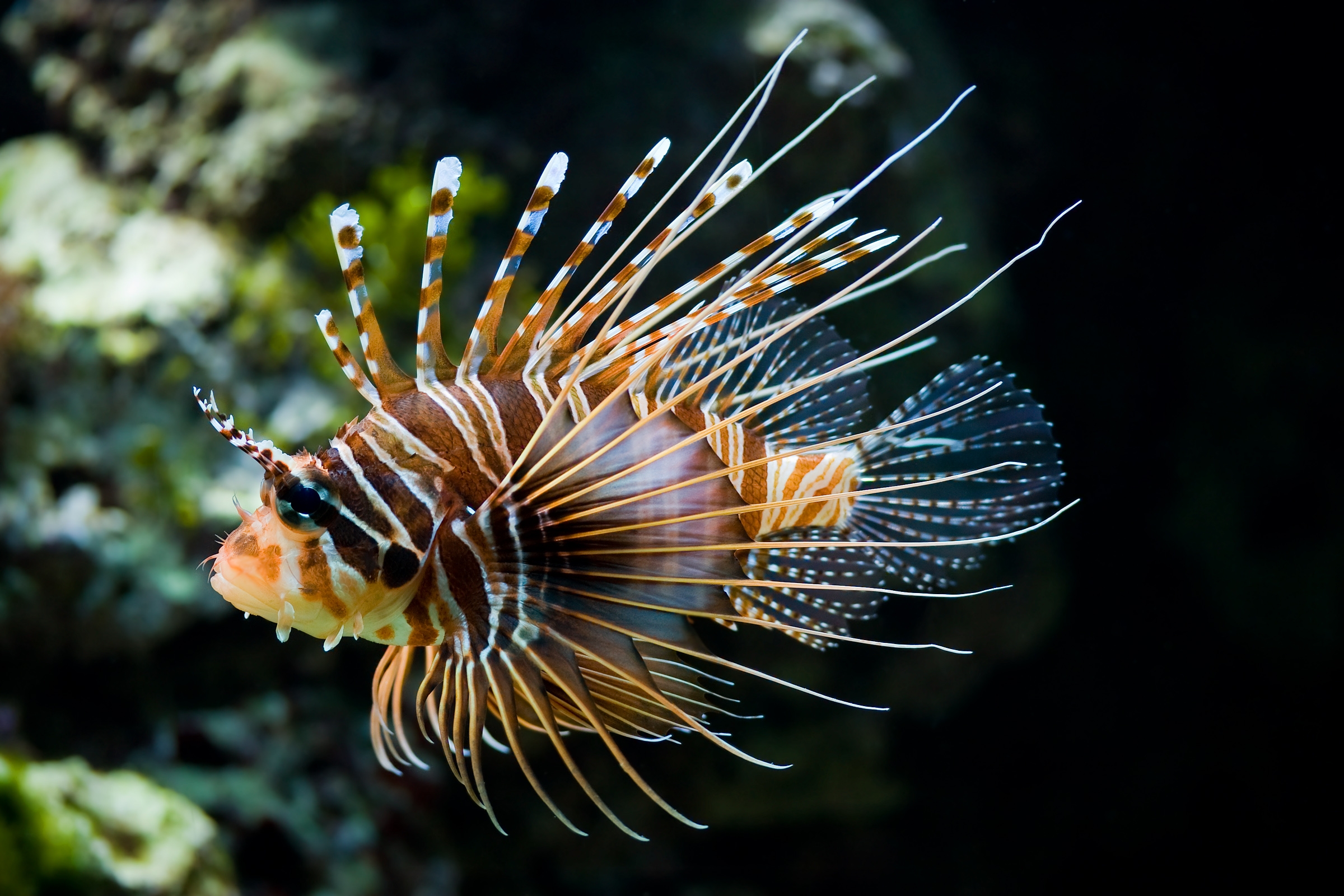
Antennen-Feuerfisch (Pterois antennata)

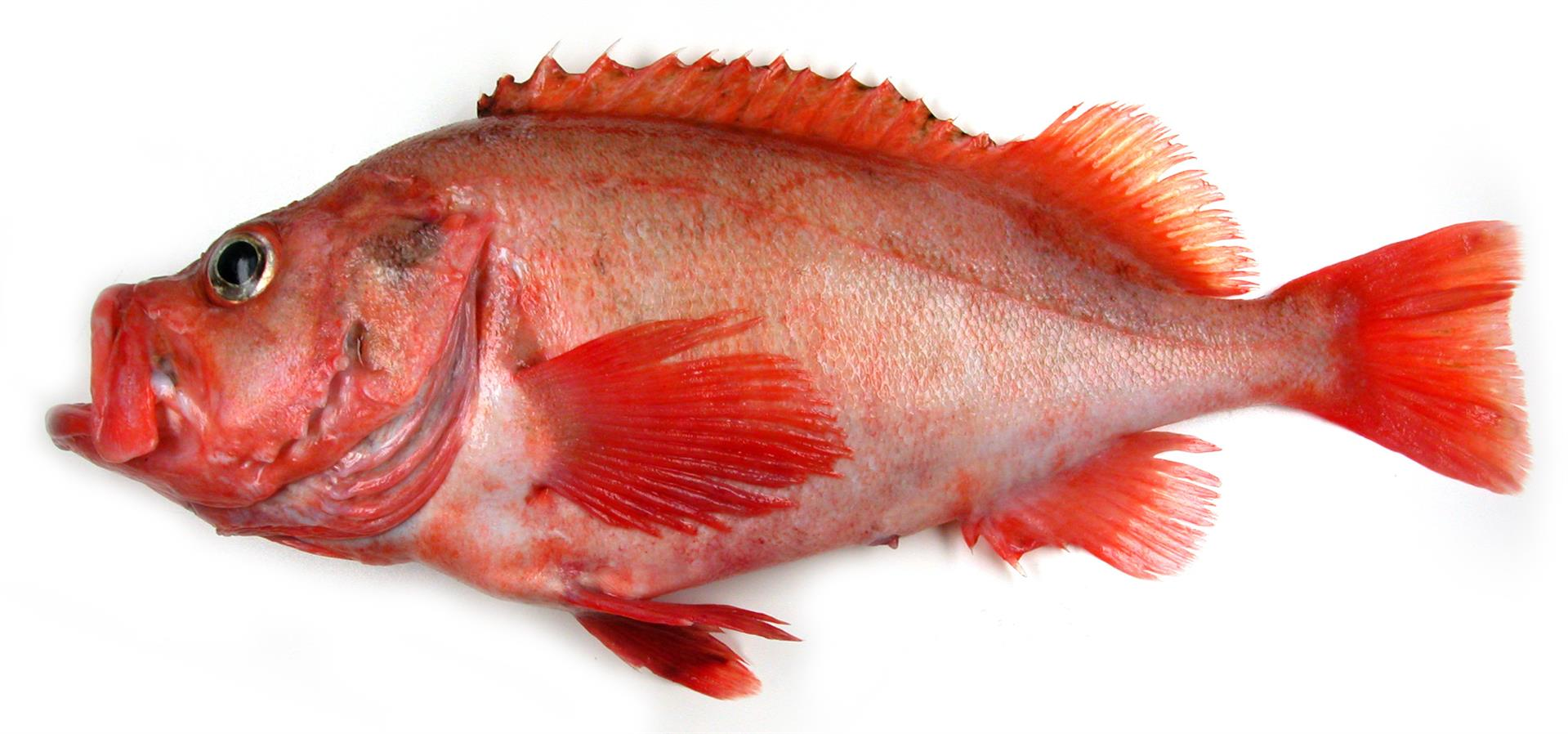
Rotbarsch (Sebastes norvegicus)

Die Drachenköpfe (Scorpaenidae) sind eine artenreiche Familie von Meeresfischen aus der Unterordnung der Drachenkopfverwandten (Scorpaenoidei), die weltweit in allen Meeren vorkommt.

## Merkmale
Rumpf und Kopf der sind in der Regel seitlich mehr oder weniger stark abgeflacht. Der Kopf ist mit Knochengraten und Stacheln besetzt. Am Präoperculum befinden sich 3 bis 5 (normalerweise 5) und am Kiemendeckel 2 verschieden große Stacheln. Sind Schuppen vorhanden, so sind sie als Kammschuppen ausgebildet. Einige Arten (Sebastolobus sp.) besitzen keine Schwimmblase, andere besitzen Giftdrüsen in den Stacheln von Rücken-, After- und Bauchflossen. Die Fische haben eine einzelne Rückenflosse, die aber durch einen mehr oder weniger ausgeprägten Einschnitt in einen stachligen und einen weichstrahligen Abschnitt geteilt ist.
- Flossenformel: Dorsale XI-XVII/8–17, Anale (I)–III/3–9, Ventrale I/1–3, Pectorale 11–25.

## Systematik
Die wissenschaftliche Bezeichnung Scorpaenidae wurde 1827 durch den französischen Naturforscher Joseph Antoine Risso eingeführt. Der genaue Umfang des Taxons und die Zuordnung verschiedener Unterfamilien zu den Scorpaenidae oder ihre Eigenständigkeit als selbständige Familien waren lange Zeit umstritten. Dies galt besonders für die Steinfische (Synanceiidae) und ihre Verwandten, sowie für die Felsenbarsche (Sebastidae) und die Setarchidae. 2018 wurde ein bisher unbekanntes morphologisches Merkmal gefunden, das die Steinfische und ihre Verwandten eindeutig von den Scorpaenidae abgrenzt, einen säbelförmigen Auswuchs des Lacrimale (Tränensäbel), der wahrscheinlich der Verteidigung dient. Auf der anderen Seite bestätigten zahlreiche phylogenetische Arbeiten, dass die Felsenbarsche und die Setarchidae evolutionäre Linien sind, die tief innerhalb der Scorpaenidae anzusiedeln und damit als Unterfamilien der Scorpaenidae zu klassifizieren sind. Dies wurde im Januar 2022 in Eschmeyer's Catalog of Fishes, einer Onlinedatenbank zur Fischsystematik, so übernommen.

## Unterfamilien
- Skorpionfische (Scorpaeninae)
- Pelzgroppen (Caracanthinae)
- Feuerfische (Pteroinae)
- Setarchinae
- Sebastolobinae
- Felsenbarsche (Sebastinae)

## Lebensraum und Lebensweise
Ein großer Teil der 370 Drachenkopfarten lebt in tropischen und subtropischen Meeren küstennah in relativ flachem Wasser von Fels- und Korallenriffen, andere kommen in kalten Regionen vor allem in größeren Tiefen vor. Wissenschaftlich ist es noch umstritten ob die Fische sich in tiefen, kalten Regionen entwickelten und von dort aus die Küsten der warmen, tropischen Meere besiedelten oder ob es umgekehrt war. Alle Drachenköpfe ernähren sich karnivor von kleineren Fischen, Krebstieren oder anderen Wirbellosen. Die meisten sind Lauerjäger, die gut getarnt auf Beute lauern, andere z. B. die Feuerfische sind aktive Jäger. Die meisten Drachenköpfe haben eine innere Befruchtung, viele sind lebendgebärend (Sebastes sp.). Die Eier der nicht viviparen Arten kleben nach dem Ablaichen in einem großen gelatinösen Ballon zusammen.